# Comps-la-Grand-Ville
Comps-la-Grand-Ville é uma comuna francesa na região administrativa de Occitânia, no departamento de Aveyron. Estende-se por uma área de 21,95 km². Em 2010 a comuna tinha 644 habitantes (densidade: 29,3 hab./km²).